# Tony Frank
Tony Frank (Nacogdoches, 9 dicembre 1943 – Houston, 18 aprile 2000) è stato un attore statunitense.

## Biografia
Tony Frank è noto per aver preso parte nel 1989 al film Nato il quattro luglio diretto da Oliver Stone, nel quale interpretò il padre del marine Wilson, ucciso in Vietnam.
Morì a Houston, in Texas, il 18 aprile 2000.

## Filmografia parziale
- Ricercati: ufficialmente morti (Extreme Prejudice), regia di Walter Hill (1987)
- Talk Radio, regia di Oliver Stone (1988)
- Nato il quattro luglio (Born on the Fourth of July) regia di Oliver Stone (1989)
- Young Guns II - La leggenda di Billy the Kid (Young Guns II), regia di Geoff Murphy (1990)
- Effetto allucinante (Rush), regia di Lili Fini Zanuck (1991)
- Un mondo perfetto (A Perfect World), regia di Clint Eastwood (1993)

## Doppiatori italiani
- Gianni Musy in Ricercati ufficialmente morti
- Claudio Fattoretto in La grande promessa
- Renato Mori in Nato il quattro luglio
- Sergio Matteucci in Effetto allucinante